# Листоед синеполосый
Листоед синеполосый, или листоед синий мятный (лат. Chrysolina coerulans) — вид жуков подсемейства хризомелин (Chrysomelinae) из семейства листоедов (Chrysomelidae). Известно 8 подвидов. Распространён листоед синеполосый от центральной Франции до Центральной Азии, Китая и Индии.

## Распространение
Листоед синеполосый распространён в Центральной и Восточной Европе, на Кавказе, в Малой Азии, на Ближнем Востоке, в Иране, Ираке, Афганистане, Центральной Азии, на юге Урала, западе Китая, севере и юге Индии.
Подвид C. c. angelica распространён в Сирии, Центральной Азии и Азербайджане.

## Описание
Длина тела жуков 6—9,5 мм. Тело удлинённое. Переднеспинка без боковых выемок. На переднем крае переднеспинки имеются сгустки щетинок. Эпиплевры в задней половине с бокового ракурса не видимы. Эдеагус с узкой, тупым апикальным зубчиком. У номинативного подвида спинка полностью синяя или с продольными голубыми, зелёными или золотисто-медными полосками (длина тела 7—8,5 мм).

## Экология
Жуки встречаются на берегах водоёмов, например, рек, ручьёв, также встречаются на сырых лугах, горные и холмистые регионы; населяют также дубовые и хвойные насаждения. Жуки являются олигофагами; кормовым растением является мята (например: мята водная, мята длиннолистная), помимо мяты кормовыми могут становиться и другие растения, например, пижма обыкновенная.
Взрослые жуки (имаго) являются добычей ктырей вида Paraphamartania syriaca.